# Batalha das Fronteiras
A Batalha das Fronteiras foi uma série de batalhas travadas ao longo da fronteira oriental da França e sul da Bélgica, logo após a eclosão da Primeira Guerra Mundial A batalha representou a colisão entre as estratégias militares do Plano XVII francês em o Plano Schlieffen alemão.
A Batalha foi vencida pelos alemães que, atraindo o centro do exercito francês pela Lorena e Alsacia, invadiram o norte da França através da Belgica com a intenção de criar o que consideravam um novo Sedan, envolvendo o exercito francês e vencendo de forma definitiva a guerra.
O Generalíssimo francês, Jofre, bem como o seu Estado Maior acreditavam na doutrina francesa de ofensiva, explicitada através do "elan", que seria a vontade aliada a virtude dos soldados para através da ofensiva sobrepujar as adversidades da guerra.
O exercito alemão por outro lado, liderado por Moltke, via a guerra como um empreendimento racional, no qual o planejamento minucioso, o emprego detalhado dos recursos de forma previamente estabelecido, era o fundamento de uma estratégia militar vitoriosa.
Por isso, enquanto os alemães, usavam suas reservas juntamente com as tropas principais, utilizavam um uniforme moderno e cavavam trincheiras, os franceses, ainda utilizavam o uniforme azul e vermelho do século XIX, não dispunham de nenhum equipamento para cavar trincheiras e seus oficias tratavam as tropas reservas como soldados de segunda classe não os enviando diretamente para o combate junto com o exercito regular.
A França apenas foi salva da derrota completa porque o General comandante do V Exercito, percebendo a manobra alemã, que havia enviado o grosso de suas tropas pela Bélgica, ordenou a retirada de suas tropas a tempo de evitar o envolvimento.
Por este ato o comandante do V Exercito, embora tendo salvado a França, veio a ser futuramente exonerado do seu comando, no que considerava ser resultado das críticas que havia manifestado sobre o comportamento do Estado-Maior, presidido por Jofre, que ignorara as suas advertências sobre o perigo do ataque alemão pela Bélgica.